# Elmo de Witt
Elmo Andre De Witt (né à Potchefstroom, province du Transvaal, le 18 mars 1935 et mort le 31 mars 2011 à  Uvongo, KwaZulu-Natal en Afrique du Sud) est un producteur, réalisateur et scénariste sud-africain, actif durant du début des années 60 au début des années 90.

## Biographie
Elmo de Witt travaille d'abord auprès de Jamie Uys, notamment en tant que cameraman (Geld Soos Bossies, die Bosvelder), avant de réaliser ses premiers films (d'abord un court métrage intitulé Jabulani Afrika puis Satanskoraal) et de devenir producteur. Son premier grand succès est Debbie mais le film est controversé et interdit aux  moins de 21 ans. Il enregistre un nouveau succès avec Hoor my Lied deux ans plus tard, qu'il produit pour Kavalier Films.
En 1973, il fonde sa propre maison de production intitulé Elmo de Witt Films. Dans les années 80, il participe à plusieurs coproductions pour des séries télévisées, notamment au niveau international comme la série Bonne Espérance en 1987, avec la SABC et Telecip France.

## Filmographie
- 1959 : Satanskoraal
- 1965 : Debbie
- 1966 : Die Kavaliers
- 1967 : Hoor my Lied
- 1969 : Geheim van Nantes
- 1970 : Lied in My Hart
- 1971 : Freddie's in Love
- 1971 : Z.E.B.R.A. [Escape from the Jungle]
- 1972 : Sperrgebiet: Diamantgebied No. 1
- 1973 : The Last Lion (adaptation d'un roman de Wilbur Smith)
- 1975 : Vergeet My Nie
- 1978 : Someone Like You
- 1979 : Grensbasis 13
- 1986 : You Must Be Joking (Adieu les anges)
- 1987 : Heritage (Bonne Espérance)
- 1989 : Abafana a bahle
- 1990 : Tolla is Tops
- 1991 : Enemy Unseen